# Małachowski Hrabia

Małachowski Hrabia

Małachowski Hrabia I

Małachowski – polski herb hrabiowski, odmiana herbu Nałęcz, nadany w Galicji.

## Opis herbu
Opisy zgodnie z klasycznymi zasadami blazonowania.
Istniały dwie wersje hrabiowskich herbów Małachowskich. Pierwsza (Małachowski Hrabia I) była zwykłym Nałęczem z oznakami godności hrabiego:
W polu czerwonym nałęczka srebrna. Nad tarczą korona hrabiowska, nad którą hełm z klejnotem: Panna w szacie czerwonej, z nałęczką na rozpuszczonych włosach, między dwoma rogami jelenimi, trzymająca się tych rogów.
Drugi herb hrabiowski Małachowskich (Małachowski Hrabia) był herbem złożonym:
Pole pierwsze dzielone w pas, gdzie w polu górnym, czerwonym rogacina srebrna, w polu dolnym srebrnym ogon orli czarny (Niesobia); W polu II, czerwonym baran srebrny, kroczący na murawie zielonej (Junosza); W polu III, srebrnym jabłko zielone, przeszyte trzema mieczami w gwiazdę (Herburt); W polu IV, czerwonym, krzywaśń srebrna z zaćwieczonym takimż krzyżykiem kawalerskim (Szreniawa); W polu V (sercowym), czerwonym, nałęczka srebrna (Nałęcz). Tarcza sercowa zwieńczona koroną złotą; W polu VI, czerwonym, krzywaśń srebrna (Drużyna); W polu VII, czerwonym, łękawica srebrna (Abdank); W polu VIII, czerwonym, róża srebrna o listkach zielonych i środku złotym (Poraj); W polu IX, błękitnym, miecz między trzema podkowami srebrnymi, z których dwie barkami do siebie, w pas (Belina); W polu X, czerwonym, rogacina podwójnie przekrzyżowana, srebrna (Lis); W polu XI, czerwonym, topór o stylisku złotym i ostrzu srebrnym (Oksza); W polu XII, czerwonym, półtorakrzyż srebrny (Prus). Nad herbem korona hrabiowska nad którą trzy hełmy z klejnotami: 1 - panna w sukni czerwonej, między rogami jelenimi, trzymająca się tych rogów; 2 i 3 - trzy pióra strusie, srebrne między czerwonymi. Trzymacze - dwa orły czarne o orężu złotym, stojące na postumencie w formie kawałka murawy.

## Najwcześniejsze wzmianki
Jako pierwszy godność hrabiego z predykatem hoch- und wohlgeboren (szlachetny i wysoko urodzony) otrzymał Jacek Hiacynt Małachowski 24 kwietnia 1800, w Galicji. Z nadaniem tym wiąże się herb Małachowski Hrabia I. Wersja złożona powstała na okazję nadania tytułu Stanisławowi Małachowskiemu 6 czerwca 1804. Tytuł potwierdzono w Rosji 2 czerwca 1844.

## Symbolika
Herb Małachowski Hrabia to przykład herbu genealogicznego, jaki często zastępował wywód szlachectwa do kilku pokoleń wstecz, na potrzeby uzyskania tytułu. Oprócz ojcowskiego Nałęcza w tarczy sercowej, można w nim odnaleźć m.in. herby: matki (Izabela Humnicka, pole II), prababki ojczysto-ojczystej (Anna Zdrowska, pole XI), praprababki ojczysto-ojczysto-ojczystej (Marianna Jaktorowska, pole VIII), prababki ojczysto-macierzystej (Katarzyna Anna Sapieha, pole XII), babki ojczystej (Anna Konstancja Lubomirska, pole IV).

## Herbowni
Jedna rodzina herbownych (herb własny):
graf von Małachowski.